# Bala de Sus, Mehedinți
Bala de Sus este un sat în comuna Bala din județul Mehedinți, Oltenia, România. Se află în partea de nord a județului,  în  Podișul Mehedinți.